# Радиоболтовня
«Радиоболтовня» (англ. Talk Radio; другие названия — «Радиобеседы», «Ток-радио») — кинофильм Оливера Стоуна. Фильм снят по пьесе Эрика Богосяна и Тэда Сэвинара, которые использовали реальный случай, связанный с убийством радиокомментатора Алана Берга из Денвера.

## Сюжет
Барри Шамплейн — ведущий вечернего ток-шоу «Полуночник» на радиостанции KGAB в Далласе, штат Техас. Благодаря специфическому чувству юмора и умению вывести собеседников из себя экстравагантными заявлениями и ультралиберальными взглядами, его программа становится популярной в городе, и вскоре представители национального радиохолдинга предлагают ему вывести шоу в эфир на всю страну. В своём эфире Барри получает звонки от людей, которые ценят его труд, но имеет и значительное количество ненавистников, среди которых есть сторонники неонацистской идеологии, которые угрожают убить его и даже взорвать в прямом эфире.
Своё восхождение к успеху коммивояжёр Барри Голдман (Шамплейн— псевдоним для радио) начинает со знакомства с местным радиоведущим Джеффом Фишером, пригласившим его на своё шоу. Там Барри своим чувством юмора и остроумием привлекает внимание руководства радиостанции, выделившее ему собственную программу, которая быстро набирает рейтинги. За это время его отношения с женой Эллен, работавшей его продюсером, терпят серьёзный кризис и они в итоге расстаются. Сама она уезжает в Чикаго, где находит себе нового мужчину.
Перед финальными переговорами о трансляции эфира по всей стране Барри просит свою бывшую жену приехать в Даллас, так как она единственный человек, которой он доверяет. Однако холдинг переносит национальную премьеру на две недели из-за того, что радиоведущий отказывается вводить какие-либо ограничения на свой эфир.
Барри и Эллен пытаются восстановить свои отношения, используя фальшивое имя и будучи в студии радиостанции она звонит в прямой эфир, пытается вывести его из депрессии и просит вернуться к ней. Барри отказывается от этого предложения, попутно называя её лицемеркой, чем приводит в ужас друзей Эллен среди персонала, она сама уходит. После эфира представители холдинга говорят о том, что его шоу теперь на вершине рейтингов, и оно теперь точно выйдет на национальный масштаб.
У автомобиля Барри встречает фанат, просящий подписать ему автограф, после чего вытаскивает пистолет и делает несколько выстрелов в ведущего. Картина заканчивается панорамой ночного Далласа, на фоне которого радиослушатели программы «Полуночник» в радиоэфире обсуждают смерть Барри.

## Производство
Эрик Богосян написал сценарий вместе с режиссёром Оливером Стоуном. Сюжет был практически полностью основан на пьесе Богосяна с включением элементов из биографии радиоведущего из Денвера Алана Берга, убитого в 1984 году сторонниками идеи о превосходстве белой расы. В ходе исследования для фильма, Богосян часто слушал шоу Тома Лейкиса на лос-анджелесской радиостанции KFI, откуда персонаж Барри Чэмплена заимствовал многие элементы структуры речи и манеры поведения.
Съёмки проходили в основном в Далласе и Ирвинге. Оригинальная пьеса полностью проходит в течение радиоэфира, и в ней нет сцен вне здания радиостанции.

## В ролях
| Актёр          | Роль                           |
| -------------- | ------------------------------ |
| Эрик Богосян   | Барри                          |
| Эллен Грин     | Эллен                          |
| Лесли Хоуп     | Лора                           |
| Джон МакГинли  | Стю                            |
| Алек Болдуин   | Дэн                            |
| Джон Пэнкоу    | Тиц                            |
| Майкл Уинкотт  | Кент, Майкл, Джо               |
| Линда Эткинсон | Шейла Флеминг                  |
| Роберт Требор  | Джеффри Фишер, Франсин         |
| Зак Гренье     | Сид Гринберг                   |
| Рокетс Редглэр | убийца / радиослушатель реднек |

## Критика
Фильм получил в основном положительные отзывы кинокритиков, вылившиеся в рейтинг 80 % на агрегаторе рецензий Rotten Tomatoes.

## Премии и номинации
| Премия                                                           | Номинация                                            | Персона          | Результат |
| ---------------------------------------------------------------- | ---------------------------------------------------- | ---------------- | --------- |
| Берлинский кинофестиваль                                         | «Серебряный медведь» за выдающийся вклад в искусство | Эрик Богосян     | Победа    |
| Берлинский кинофестиваль                                         | «Золотой медведь»                                    | Оливер Стоун     | Номинация |
| «Независимый дух»                                                | Лучший режиссёр                                      | Оливер Стоун     | Номинация |
| «Независимый дух»                                                | Лучший оператор                                      | Роберт Ричардсон | Номинация |
| «Независимый дух»                                                | Лучшая мужская роль                                  | Эрик Богосян     | Номинация |
| Премия итальянского синдиката киножурналистов «Серебряная лента» | Лучший дубляж                                        | Роберто Шевалье  | Победа    |
| Премия ассоциации кинокритиков Чикаго                            | Лучшая мужская роль                                  | Эрик Богосян     | Победа    |